# Tryptyk Alessandra Sforzy
Tryptyk Alessandra Sforzy (niderl. Sforza-triptiek) – dzieło niderlandzkiego malarza Rogiera van der Weydena.

## Historia i identyfikacja
Dzieło powstało na zlecenie Alessandra Sforzy, pana Pesaro, który został przedstawiony na tablicy środkowej wraz z dwiema towarzyszącymi mu osobami - kobietą i młodym mężczyzną.
Według jednej z hipotez Alessandro Sforza zamówił tryptyk wspólnie z żoną Costanzą da Varano, córką władcy Camerino i jej młodszym bratem Rodolfem. Dzieło powstało na pewno po roku 1444, w którym to Alessandro i Costanza wzięli ślub. Tryptyk mógł jednak zostać zamówiony dopiero w okresie, gdy fundator przebywał w Burgundii i Flandrii, czyli w latach 1457-1458 i powstać ok. 1460 roku.. 
Według kolejnej hipotezy, wysuwanej przez niemieckiego badacza Stephana Kemperdicka i polskiego historyka sztuki Antoniego Ziembę, kobietą towarzyszącą Alessandrowi byłaby jego druga żona Sveva da Montefeltro, a obok rodziców klęczałby syn donatora z pierwszego małżeństwa Costanzo, kolejny pan Pesaro i hrabia Cotignoli.
Odmienną identyfikację postaci przedstawionych na środkowym panelu zaproponował angielski mediewista Cecil H. Clough. Według niego naprzeciwko ukazanego w zbroi Alessandra klęczy syn Costanzo oraz córka z pierwszego małżeństwa Battista, księżna Urbino, późniejsza małżonka Federica III da Montefeltro. Zidentyfikowanie kobiety jako córki fundatora, nie zaś jako jego drugiej zony, Clough tłumaczy próbą otrucia Alessandra przez młodą Svevę. W 1457 roku za tę próbę morderstwa została ona odesłana do zakonu klarysek. Przy założeniu, że obraz powstał pod koniec lat pięćdziesiątych XV wieku, Sveva jako niedoszła mężobójczyni nie mogła zostać przedstawiona u boku fundatora.
Na skrzydłach ukazane zostały dwie sceny: na prawym Boże Narodzenie w towarzystwie św. Franciszka w jego charakterystycznym mnisim habicie i św. Bawona z sokołem na dłoni, na pierwszym planie. Na lewym panelu znajduje się scena ukazująca św. Jana Chrzciciela na pustyni w towarzystwie św. Katarzyny, której towarzyszą jako atrybuty koło i miecz oraz św. Barbary trzymającej w dłoniach model wieży, w której była więziona

## Opis i interpretacja
Tryptyk został namalowany tylko częściowo przez Weydena. Większą część realizacji malarskiej wykonał jego pomocnik z warsztatu, który w tworzeniu tego zamówienia posiłkował się wcześniejszymi dziełami swego mistrza czy też jego rysunkami modelowymi. Główna scena tryptyku wzorowana była na Tryptyku Ukrzyżowania, scena Narodzin Chrystusa na prawym skrzydle Tryptyku Bladelina, natomiast z Madonny Medici  zaczerpnięty został wzór dla postaci św. Jana Chrzciciela. Weydenowi przypisuje się namalowanie głowy Alessandra Sforzy, która została wykonana odmiennie niż reszta portretów, w tym konterfekt jego żony, malowany bezpośrednio na tablicy. Przedstawienie głowy Alessandra Sforzy powstało na arkuszu papieru czy pergaminu lub (jak w przypadku Ołtarza Siedmiu Sakramentów) na folii cynkowej, po czym zostało ono doklejone do namalowanego już na tablicy korpusu.